# Weerstandstuiklassen
Weerstandstuiklassen of drukstuiklassen (Engels: Resistance butt welding of Upset welding) is een lasproces dat gebruikt wordt om metaal (doorgaans metaaldraad of dunne buizen) kops tegen elkaar aan te lassen.

## Kenmerken
Dit proces behoort tot de hoofdgroep van het weerstandlassen.

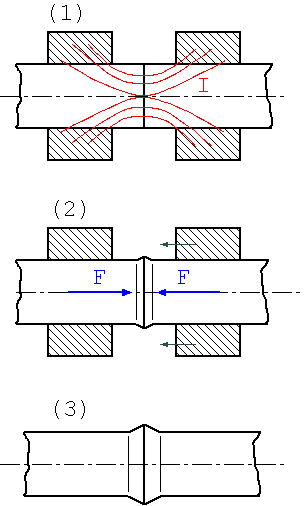
1. warmte-inbreng 2. druk 3. eindresultaat

## Proces
De uiteinden die aaneengelast moeten worden, worden tegen elkaar gedrukt door twee elektrisch geleidende (water)gekoelde klemmen. Tegelijk wordt er een grote stroom door deze overgang gestuurd, waarbij op de overgang tussen beide oppervlakken de meeste hitte ontstaat omdat daar de elektrische weerstand het hoogst is. Door deze warmte en de uitgeoefende druk versmelten beide oppervlakken.
Bij dit lasproces worden geen materialen toegevoegd en gaat ook geen materiaal verloren.

## Toepassingen
- Dit proces wordt voornamelijk gebruikt voor het lassen van uiteinden van metaaldraad of dun buis.

Deze methode wordt minder gebruikt dan het afbrandstuiklassen, omdat de kwaliteit (vooral in vermoeiing) lager is en bij dit proces een goede oppervlaktekwaliteit vereist is.

## Voor- en nadelen

### Voordelen
- Zeer snel en eenvoudig proces
- Geen toevoegmateriaal of beschermgas nodig
- Geen nabewerking nodig
- Geen afval, geen rook of spatten, geen lawaai
- Het is mogelijk uiteenlopende materialen te lassen, bijvoorbeeld koper aan aluminium.

### Nadelen
- Specifiek toepassingenbereik. Alleen geschikt voor dun draad-, staaf- en buismateriaal. De te lassen oppervlakken moeten volkomen vlak op elkaar aansluiten.
- De te lassen materialen moeten vaste afmetingen hebben, die passen bij de gebruikte klemelektroden van de lasmachine.